# Mravkolev skvrnitý
Mravkolev skvrnitý (Euroleon nostras) je hmyz z řádu síťokřídlých. Jeho hlavním znakem jsou černé skvrny na křídlech. Vývoj jedince probíhá dokonalou proměnou.

## Vzhled

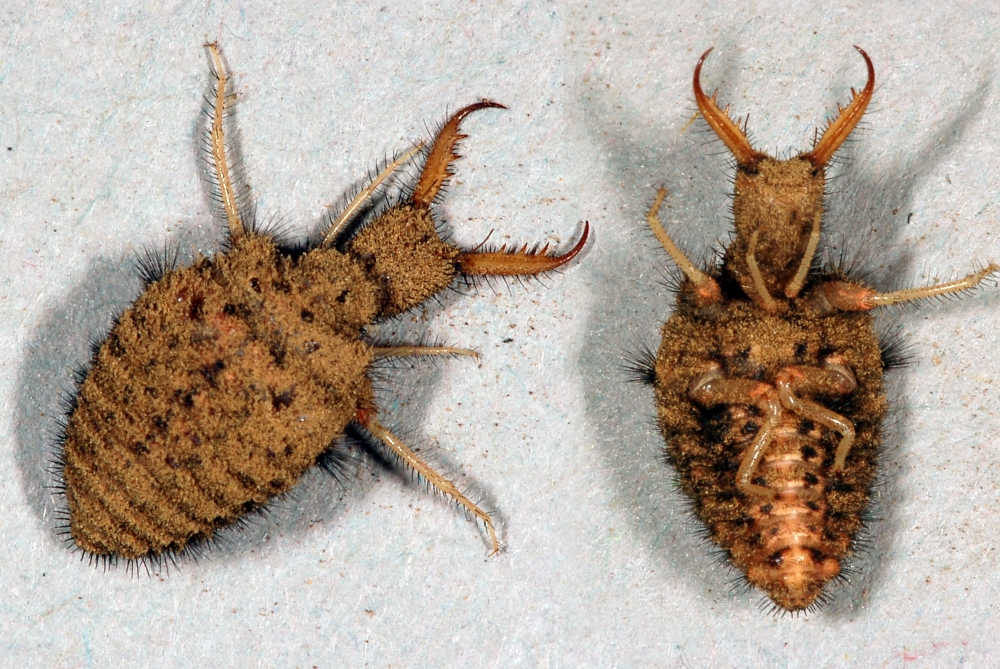
Larva

Dospělí jedinci mají velmi štíhlé, šedé až černé tělo. Velmi snadno ho lze poznat podle černých skvrn na křídlech. Tělo je dlouhé 2–3,5 cm. Larvy jsou stejně jako u ostatních mravkolvů velmi odlišné od dospělců – zatímco dospělí jedinci jsou subtilní, larvy jsou mohutné a mají velká kusadla. Larvy jsou světlé, pískové barvy a na jejich těle jsou drobné černé skvrny. Dospělí mají také mnohem menší kusadla než larvy.

## Výskyt
Vyskytuje se v Evropě od Španělska až po Rusko, Turecko, Arménii a Ázerbájdžán. Vzácně se vyskytuje v Anglii a známy jsou také nálezy z Maroka. Larvy se vyskytují na místech, kde lze snadno vyhrabat jamku, většinou na suchých místech, což ale není pravidlem.

## Život
Larvy číhají na kořist v nálevkovité pasti, jejíž sypké strany zabraňují úniku drobného hmyzu a mravenců. Dospělí jedinci se objevují v létě s příchodem večera a v noci a živí se malým hmyzem.